# Superliga Chinesa de 2018
A Superliga Chinesa de 2018 (em chinês: 中国足球协会超级联赛联; em inglês: Chinese Super League), também conhecida como China Ping'an Chinese Super League por questões de patrocínio, foi a 15ª edição do Campeonato Chinês da primeira divisão.
A política relativa a jogadores estrangeiros e jogadores nacionais Sub-23 continuou a mudar nesta temporada. Pelo menos um jogador doméstico com menos de 23 anos (nascido em ou após 1 de janeiro de 1995) deveria estar no onze inicial, o mesmo que na temporada de 2017.  No entanto, duas políticas de jogadores estrangeiros mudaram: (1) o número de jogadores estrangeiros na lista de clubes foi reduzido de cinco para quatro e o número total de jogadores estrangeiros sob contrato com um clube em uma temporada foi reduzido de sete para seis.  Além disso, foi introduzida uma nova política que afeta tanto os jogadores estrangeiros quanto os jogadores nacionais sub-23: O número total de jogadores estrangeiros que aparecem nos jogos não deve ser maior do que o número total de jogadores nacionais Sub-23. 
O título do campeonato foi conquistado pelo Shanghai SIPG, que quebrou uma hegemonia do Guangzhou Evergrande de sete títulos consecutivos, este foi o vice-campeão, seguido pelo Shandong Luneng na 3ª colocação. Caíram para a segunda divisão (China League One) o Changchun Yatai e o Guizhou Hengfeng.

## Mudança nas equipes
Equipes promovidas da China League One de 2017
- Beijing Renhe
- Dalian Yifang

Equipes rebaixadas para a China League One de 2018
- Yanbian Funde
- Liaoning

Mudanças de nomes
É muito comum os times venderem seus nomes para empresas privadas para a realização do campeonato. A mudança vale somente para aquela temporada.
- Guizhou Hengfeng Zhicheng mudou seu nome para Guizhou Hengfeng FC, em janeiro de 2018.

## Clubes

### Clubes e localizações
| Clube                         | Treinador         | Cidade    | Estádio                             | Capacidade | Temporada 2017 |
| ----------------------------- | ----------------- | --------- | ----------------------------------- | ---------- | -------------- |
| Guangzhou Evergrande Taobao C | Fabio Cannavaro   | Guangzhou | Tianhe Stadium                      | 58 500     | 1              |
| Shanghai SIPG                 | Vítor Pereira     | Shanghai  | Shanghai Stadium                    | 56 842     | 2              |
| Tianjin Quanjian              | Park Choong-kyun  | Tianjin   | Haihe Educational Football Stadium  | 30 000     | 3              |
| Hebei China Fortune           | Chris Coleman     | Langfang  | Langfang Stadium                    | 30 040     | 4              |
| Guangzhou R&F                 | Dragan Stojković  | Guangzhou | Yuexiushan Stadium                  | 18 000     | 5              |
| Shandong Luneng Taishan       | Li Xiaopeng       | Jinan     | Jinan Olympic Sports Luneng Stadium | 56 808     | 6              |
| Changchun Yatai               | Chen Jingang      | Changchun | Changchun Stadium                   | 38 500     | 7              |
| Guizhou Hengfeng              | Dan Petrescu      | Guiyang   | Guiyang Olympic Sports Center       | 51 636     | 8              |
| Beijing Guoan                 | Roger Schmidt     | Beijing   | Workers Stadium                     | 66 161     | 9              |
| Chongqing Dangdai Lifan       | Jordi Cruyff      | Chongqing | Chongqing Olympic Sports Center     | 58 680     | 10             |
| Shanghai Shenhua              | Wu Jingui         | Shanghai  | Hongkou Football Stadium            | 33 060     | 11             |
| Jiangsu Suning                | Cosmin Olăroiu    | Nanjing   | Nanjing Olympic Sports Center       | 61,443     | 12             |
| Tianjin Teda                  | Uli Stielike      | Tianjin   | Tianjin Olympic Center Stadium      | 54 696     | 13             |
| Henan Jianye                  | Wang Baoshan      | Zhengzhou | Zhengzhou Hanghai Stadium           | 29 860     | 14             |
| Dalian Yifang P               | Bernd Schuster    | Dalian    | Dalian Sports Center Stadium        | 61 000     | CL1, 1         |
| Beijing Renhe P               | Luis García Plaza | Pequim    | Beijing Fengtai Stadium             | 31 043     | CL1, 2         |

### Troca de Treinadores
| Clube                | Ex-Treinador            | Demissão               | Novo Treinador          | Contratação            |
| -------------------- | ----------------------- | ---------------------- | ----------------------- | ---------------------- |
| Tianjin Quanjian     | Fabio Cannavaro         | 6 de novembro de 2017  | Paulo Sousa             | 6 de novembro de 2017  |
| Guangzhou Evergrande | Luiz Felipe Scolari     | 9 de novembro de 2017  | Fabio Cannavaro         | 9 de novembro de 2017  |
| Shanghai SIPG        | André Villas-Boas       | 30 de novembro de 2017 | Vítor Pereira           | 12 de dezembro de 2017 |
| Shandong Luneng      | Felix Magath            | 1 de dezembro de 2017  | Li Xiaopeng             | 1 de dezembro de 2017  |
| Chongqing Lifan      | Chang Woe-ryong         | 10 de dezembro de 2017 | Paulo Bento             | 11 de dezembro de 2017 |
| Henan Jianye         | Guo Guangqi (interino)  | 18 de dezembro de 2017 | Dragan Talajić          | 18 de dezembro de 2017 |
| Dalian Yifang        | Juan Ramón López Caro   | 26 de dezembro de 2017 | Ma Lin                  | 26 de dezembro de 2017 |
| Dalian Yifang        | Ma Lin                  | 19 de março de 2018    | Bernd Schuster          | 19 de março de 2018    |
| Jiangsu Suning       | Fabio Capello           | 28 de março de 2018    | Cosmin Olăroiu          | 28 de março de 2018    |
| Henan Jianye         | Dragan Talajić          | 21 de abril de 2018    | Chang Woe-ryong         | 26 de abril de 2018    |
| Hebei China Fortune  | Manuel Pellegrini       | 19 de maio de 2018     | Chris Coleman           | 10 de junho de 2018    |
| Guizhou Hengfeng     | Gregorio Manzano        | 7 de junho de 2018     | Dan Petrescu            | 7 de junho de 2018     |
| Chongqing Lifan      | Paulo Bento             | 22 de julho de 2018    | Hao Haitao (interino)   | 22 de julho de 2018    |
| Chongqing Lifan      | Hao Haitao (interino)   | 8 de agosto de 2018    | Jordi Cruyff            | 8 de agosto de 2018    |
| Henan Jianye         | Chang Woe-ryong         | 27 de setembro de 2018 | Wang Baoshan            | 27 de setembro de 2018 |
| Tianjin Quanjian     | Paulo Sousa             | 4 de outubro de 2018   | Shen Xiangfu (interino) | 4 de outubro de 2018   |
| Tianjin Quanjian     | Shen Xiangfu (interino) | 5 de outubro de 2018   | Park Choong-kyun        | 18 de outubro de 2018  |

### Jogadores estrangeiros
Os clubes podem registrar um total de seis jogadores estrangeiros ao longo da temporada, mas o número de jogadores estrangeiros permitidos em cada equipe da CSL em qualquer momento é limitado a quatro. No máximo três jogadores estrangeiros podem ser colocados em campo em cada partida. [5] Além disso, cada clube pode registrar um jogador de Hong Kong, Macau ou Taiwan (excluindo goleiros), desde que se registre como jogador profissional de futebol em uma dessas três associações pela primeira vez, como jogador nativo. [6]
- O nome dos jogadores em negrito indica que o jogador foi registrado durante a janela de transferências do meio da temporada.
- Os jogadores do itálico ou foram negociados, ou estão fora do plantel devido a lesões ou enviados para os respectivos times reservas.

| Equipe                      | Jogador 1         | Jogador 2             | Jogador 3           | Jogador 4          | Hong Kong/Macau/ Taiwan | Ex-jogadores                  |
| --------------------------- | ----------------- | --------------------- | ------------------- | ------------------ | ----------------------- | ----------------------------- |
| Beijing Renhe               | Augusto Fernández | Benjamin Moukandjo    | Ayub Masika         | Makhete Diop       |                         | Ivo Jaime Ayoví               |
| Beijing Sinobo Guoan        | Renato Augusto    | Cédric Bakambu        | Jonathan Soriano    | Jonathan Viera     |                         |                               |
| Changchun Yatai             | Lasse Vibe        | Odion Ighalo          | Adrian Mierzejewski | Nemanja Pejčinović |                         | Marinho Anzur Ismailov        |
| Chongqing Dangdai Lifan     | Fernandinho       | Fernandinho Conceição | Alan Kardec         | Sebá               |                         | Nicolás Aguirre               |
| Dalian Yifang               | Nicolás Gaitán    | Yannick Carrasco      | Duvier Riascos      | Nyasha Mushekwi    |                         | José Fonte                    |
| Guangzhou Evergrande Taobao | Alan              | Ricardo Goulart       | Paulinho            | Talisca            |                         | Nemanja Gudelj Kim Young-gwon |
| Guangzhou R&F               | Renatinho         | Júnior Urso           | Eran Zahavi         | Duško Tošić        |                         | Tan Chun Lok Marko Perović    |
| Guizhou Hengfeng            | Kevin Boli        | Nikica Jelavić        | Bubacarr Trawally   | Mario Suárez       | Festus Baise 2          | Tjaronn Chery                 |
| Hebei China Fortune         | Ezequiel Lavezzi  | Javier Mascherano     | Hernanes            | Ayoub El Kaabi     |                         | Gervinho                      |
| Henan Jianye                | Ivo               | Fernando Karanga      | Christian Bassogog  | Ricardo Vaz Tê     |                         | Orlando Sá Cala               |
| Jiangsu Suning              | Alex Teixeira     | Éder                  | Gabriel Paletta     |                    |                         | Ramires Richmond Boakye       |
| Shandong Luneng Taishan     | Gil               | Róger Guedes          | Diego Tardelli      | Graziano Pellè     |                         | Papiss Cissé                  |
| Shanghai Greenland Shenhua  | Fredy Guarín      | Giovanni Moreno       | Óscar Romero        | Demba Ba           |                         | Obafemi Martins               |
| Shanghai SIPG               | Elkeson           | Hulk                  | Oscar               | Odil Ahmedov       |                         |                               |
| Tianjin Quanjian            | Alexandre Pato    | Anthony Modeste       | Kwon Kyung-won      |                    |                         | Axel Witsel                   |
| Tianjin Teda                | Johnathan         | Felix Bastians        | Frank Acheampong    | John Obi Mikel     |                         |                               |

Jogador por país
Países com mais jogadores na Superliga (incluindo os que saíram durante o campeonato)
| País            | Jogadores |
| --------------- | --------- |
| Brasil          | 26        |
| Argentina       | 5         |
| Espanha         | 4         |
| Sérvia          | 4         |
| Colômbia        | 3         |
| Itália          | 3         |
| Nigéria         | 3         |
| Portugal        | 3         |
| Senegal         | 3         |
| Bélgica         | 2         |
| Camarões        | 2         |
| Coreia do Sul   | 2         |
| Costa do Marfim | 2         |
| Gana            | 2         |
| Hong Kong       | 2         |
| Uzbequistão     | 2         |
| Alemanha        | 1         |
| Croácia         | 1         |
| Dinamarca       | 1         |
| Equador         | 1         |
| França          | 1         |
| Gâmbia          | 1         |
| Israel          | 1         |
| Marrocos        | 1         |
| Paraguai        | 1         |
| Países Baixos   | 1         |
| Polónia         | 1         |
| Quênia          | 1         |
| RD Congo        | 1         |
| Zimbabwe        | 1         |

## Classificação
| Atualizado em 20 de novembro de 2018. | v d e |

| Pos. | Equipes                         | P  | J  | V  | E  | D  | GP | GC | SG  | Classificação ou rebaixamento                               |
| ---- | ------------------------------- | -- | -- | -- | -- | -- | -- | -- | --- | ----------------------------------------------------------- |
| 1    | Shanghai SIPG (C) (Q)           | 68 | 30 | 21 | 5  | 4  | 77 | 33 | 44  | Fase de grupos da Liga dos Campeões da AFC de 2019          |
| 2    | Guangzhou Evergrande Taobao (Q) | 63 | 30 | 20 | 3  | 7  | 82 | 36 | 46  | Fase de grupos da Liga dos Campeões da AFC de 2019          |
| 3    | Shandong Luneng Taishan (Q)     | 58 | 30 | 17 | 7  | 6  | 57 | 39 | 18  | Fase pre-eliminatória da Liga dos Campeões da AFC de 2019   |
| 4    | Beijing Guoan Sinobo (Q)        | 53 | 30 | 15 | 8  | 7  | 64 | 45 | 19  | Fase 2 pre-eliminatória da Liga dos Campeões da AFC de 2019 |
| 5    | Jiangsu Suning                  | 48 | 30 | 13 | 9  | 8  | 48 | 33 | 15  |                                                             |
| 6    | Hebei China Fortune             | 39 | 30 | 10 | 9  | 11 | 46 | 50 | -4  |                                                             |
| 7    | Shanghai Greenland Shenhua      | 38 | 30 | 10 | 8  | 12 | 44 | 53 | -9  |                                                             |
| 8    | Beijing Renhe                   | 37 | 30 | 9  | 10 | 11 | 33 | 46 | -13 |                                                             |
| 9    | Tianjin Quanjian                | 36 | 30 | 9  | 9  | 12 | 41 | 48 | -7  |                                                             |
| 10   | Guangzhou R&F                   | 36 | 30 | 10 | 6  | 14 | 49 | 61 | -12 |                                                             |
| 11   | Dalian Yifang                   | 35 | 30 | 10 | 5  | 15 | 37 | 57 | -20 |                                                             |
| 12   | Henan Jianye                    | 34 | 30 | 10 | 4  | 16 | 30 | 45 | -15 |                                                             |
| 13   | Chongqing Dangdai Lifan         | 32 | 30 | 8  | 8  | 14 | 40 | 46 | -6  |                                                             |
| 14   | Tianjin Teda                    | 32 | 30 | 8  | 8  | 14 | 41 | 54 | -13 |                                                             |
| 15   | Changchun Yatai (R)             | 32 | 30 | 8  | 8  | 14 | 45 | 56 | -11 | Zona de rebaixamento à China League One 2019                |
| 16   | Guizhou Zhicheng (R)            | 24 | 30 | 7  | 3  | 20 | 34 | 66 | -32 | Zona de rebaixamento à China League One 2019                |

Fonte: csl-china.com
Regras de desempate: 1º pontos; 2º pontos "mano-a-mano"; 3º saldo de gols "mano-a-mano"; 4º gols marcados "mano-a-mano"; 5º saldo de gols na tabela; 6º gols feitos na tabela; 7º cartões.
Legenda:
(C) Campeão; (Q) Qualificado para a Liga dos Campeões da AFC; (R) Rebaixado para a China League One (Segunda Divisão).

## Resultados
|                      | BJR | BJG | CCY | CQL | DLY | GET | GRF | GHZ | HCF | HJY | JGS | SLT | SGS | SIP | TJQ | TTD |
| -------------------- | --- | --- | --- | --- | --- | --- | --- | --- | --- | --- | --- | --- | --- | --- | --- | --- |
| Beijing Renhe        | —   | 3–0 | 1–3 | 1–1 | 3–1 | 2–0 | 0–0 | 2–1 | 0–2 | 1–0 | 0–2 | 0–0 | 0–2 | 1–5 | 3–3 | 1–0 |
| Beijing Guoan        | 4–0 | —   | 1–1 | 2–1 | 5–2 | 2–2 | 2–2 | 4–3 | 6–3 | 2–1 | 3–1 | 1–1 | 3–1 | 0–1 | 3–2 | 1–1 |
| Changchun Yatai      | 1–1 | 0–2 | —   | 1–2 | 3–0 | 3–2 | 1–2 | 3–0 | 2–2 | 3–0 | 2–5 | 1–2 | 1–1 | 2–1 | 2–2 | 0–1 |
| Chongqing Lifan      | 1–0 | 3–3 | 1–2 | —   | 1–1 | 2–0 | 0–1 | 3–4 | 4–4 | 1–0 | 4–1 | 0–2 | 0–1 | 2–3 | 0–1 | 1–1 |
| Dalian Yifang        | 1–2 | 0–3 | 2–0 | 2–2 | —   | 3–0 | 3–0 | 2–1 | 0–0 | 2–1 | 3–1 | 4–3 | 2–1 | 1–0 | 1–1 | 2–3 |
| Guangzhou Evergrande | 6–1 | 1–0 | 5–0 | 5–0 | 3–0 | —   | 4–5 | 4–0 | 2–2 | 1–0 | 1–0 | 1–0 | 2–1 | 4–5 | 5–0 | 5–1 |
| Guangzhou R&F        | 4–1 | 0–3 | 5–2 | 1–1 | 2–0 | 2–4 | —   | 1–1 | 2–1 | 1–1 | 0–2 | 2–4 | 4–2 | 2–5 | 2–6 | 2–0 |
| Guizhou Hengfeng     | 1–1 | 3–2 | 2–5 | 1–0 | 3–0 | 0–3 | 0–2 | —   | 2–3 | 1–2 | 1–3 | 3–1 | 0–1 | 1–1 | 0–1 | 1–0 |
| Hebei China Fortune  | 0–0 | 2–1 | 2–1 | 2–1 | 3–2 | 0–3 | 2–2 | 1–0 | —   | 0–1 | 0–0 | 1–2 | 4–1 | 1–1 | 2–0 | 1–2 |
| Henan Jianye         | 1–0 | 2–0 | 1–1 | 0–2 | 1–1 | 0–5 | 2–0 | 4–0 | 2–0 | —   | 0–1 | 1–4 | 2–2 | 1–2 | 0–4 | 1–0 |
| Jiangsu Suning       | 0–0 | 1–2 | 2–0 | 0–0 | 1–0 | 2–3 | 2–0 | 3–1 | 3–1 | 4–0 | —   | 1–1 | 5–1 | 0–0 | 1–1 | 2–1 |
| Shandong Luneng      | 1–1 | 3–0 | 2–0 | 2–0 | 2–0 | 1–4 | 2–1 | 0–2 | 3–1 | 2–1 | 3–2 | —   | 3–1 | 1–1 | 3–2 | 2–0 |
| Shanghai Shenhua     | 1–3 | 2–2 | 1–1 | 2–1 | 1–0 | 2–2 | 3–1 | 3–1 | 4–2 | 0–2 | 1–1 | 2–2 | —   | 0–2 | 1–1 | 1–0 |
| Shanghai SIPG        | 2–1 | 1–2 | 3–1 | 2–1 | 8–0 | 2–1 | 3–1 | 5–0 | 2–0 | 2–1 | 2–0 | 4–2 | 2–0 | —   | 4–1 | 1–1 |
| Tianjin Quanjian     | 1–2 | 0–0 | 2–0 | 0–3 | 0–1 | 0–1 | 2–1 | 1–0 | 0–3 | 1–2 | 1–1 | 1–1 | 2–1 | 3–2 | —   | 0–0 |
| Tianjin Teda         | 2–2 | 2–5 | 3–3 | 1–2 | 3–1 | 0–3 | 2–1 | 5–1 | 1–1 | 2–0 | 1–1 | 1–2 | 2–4 | 2–5 | 3–2 | —   |

| - Empate. | Em negrito os jogos "clássicos". |

## Estatísticas
| Pos. | Jogador          | Time                 | Gols |
| ---- | ---------------- | -------------------- | ---- |
| 1    | Wu Lei           | Shanghai SIPG        | 27   |
| 2    | Odion Ighalo     | Changchun Yatai      | 21   |
| 3    | Eran Zahavi      | Guangzhou R&F        | 20   |
| 4    | Cédric Bakambu   | Beijing Guoan        | 19   |
| 5    | Diego Tardelli   | Shandong Luneng      | 17   |
| 5    | Frank Acheampong | Tianjin Teda         | 17   |
| 7    | Anderson Talisca | Guangzhou Evergrande | 16   |
| 7    | Alan Kardec      | Chongqing Lifan      | 16   |
| 7    | Graziano Pellè   | Shandong Luneng      | 16   |
| 10   | Alexandre Pato   | Tianjin Quanjian     | 15   |
| 10   | Nyasha Mushekwi  | Dalian Yifang        | 15   |

| Pos. | Jogador          | Time                 | Assist. |
| ---- | ---------------- | -------------------- | ------- |
| 1    | Oscar            | Shanghai SIPG        | 19      |
| 2    | Renato Augusto   | Beijing Guoan        | 13      |
| 3    | Hulk             | Shanghai SIPG        | 12      |
| 4    | Yu Hanchao       | Guangzhou Evergrande | 11      |
| 5    | Jonathan Viera   | Beijing Guoan        | 10      |
| 6    | Eran Zahavi      | Guangzhou R&F        | 8       |
| 6    | Graziano Pellè   | Shandong Luneng      | 8       |
| 6    | Wu Lei           | Shanghai SIPG        | 8       |
| 9    | Éder             | Jiangsu Suning       | 7       |
| 9    | Fan Yunlong      | Guizhou Hengfeng     | 7       |
| 9    | Nicolás Gaitán   | Dalian Yifang        | 7       |
| 9    | Jiang Zhipeng    | Hebei China Fortune  | 7       |
| 9    | Jin Jingdao      | Shandong Luneng      | 7       |
| 9    | Ezequiel Lavezzi | Hebei China Fortune  | 7       |
| 9    | Peng Xinli       | Chongqing Lifan      | 7       |
| 9    | Zhang Chengdong  | Hebei China Fortune  | 7       |

## Premiações
Os prêmios e a cerimônia de entrega foram realizados em 21 de novembro de 2018.
| Campeonato Chinês 2018            |
| --------------------------------- |
| Shanghai SIPG Campeão (1º título) |

| Prêmio                        | Pessoa        | Clube           | Nota (s)        | Ref    |
| ----------------------------- | ------------- | --------------- | --------------- | ------ |
| Jogador Mais Valioso (MVP)    | Wu Lei        | Shanghai SIPG   |                 | [ 30 ] |
| Chuteira de Ouro (Artilheiro) | Wu Lei        | Shanghai SIPG   | 27 gols         | [ 31 ] |
| Artilheiro Chinês             | Wu Lei        | Shanghai SIPG   | 27 gols         | [ 31 ] |
| Jogador Mais Popular          | Jin Jingdao   | Shandong Luneng |                 | [ 32 ] |
| Revelação                     | Huang Zichang | Jiangsu Suning  |                 | [ 33 ] |
| Melhor Goleiro                | Yan Junling   | Shanghai SIPG   |                 | [ 34 ] |
| Melhor Técnico                | Li Xiaopeng   | Shandong Luneng | 3º colocado CSL | [ 35 ] |
| Melhor Árbitro                | Zhang Lei     |                 |                 | [ 36 ] |
| Melhor Assistente             | Huo Weiming   |                 |                 |        |

### Time do Campeonato
O time do campeonato é feito de acordo com as regras aplicadas no regulamento do torneio. Sendo assim, é permitido apenas 3 estrangeiros e um jogador sub-23 na seleção da CSL. 
| Posição        | Jogador       | Clube                |
| -------------- | ------------- | -------------------- |
| Goleiro        | Yan Junling   | Shanghai SIPG        |
| Defensores     | Wang Tong     | Shandong Luneng      |
| Defensores     | Li Xuepeng    | Guangzhou Evergrande |
| Defensores     | Feng Xiaoting | Guangzhou Evergrande |
| Defensores     | Zhang Linpeng | Guangzhou Evergrande |
| Meio-Campistas | Huang Zichang | Jiangsu Suning       |
| Meio-Campistas | Paulinho      | Guangzhou Evergrande |
| Meio-Campistas | Jin Jingdao   | Shandong Luneng      |
| Meio-Campistas | Oscar         | Shanghai SIPG        |
| Atacantes      | Wu Lei        | Shanghai SIPG        |
| Atacantes      | Hulk          | Shanghai SIPG        |
| Treinador      | Li Xiaopeng   | Shandong Luneng      |

## Público
| Pos. | Clube                   | Total     | Maior  | Menor  | Média  | Variação | Ocupação | Cap. Estádio |
| ---- | ----------------------- | --------- | ------ | ------ | ------ | -------- | -------- | ------------ |
| 1    | Guangzhou Evergrande    | 705,025   | 49,967 | 32,796 | 47,002 | +3.1%    | 80,3%    | 58,500       |
| 2    | Beijing Guoan           | 626,152   | 56,544 | 30,699 | 41,743 | +20.4%   | 63%      | 66,161       |
| 3    | Dalian Yifang           | 497,171   | 51,666 | 20,197 | 33,145 | +60.9% † | 54,3%    | 61,000       |
| 4    | Jiangsu Suning          | 487,617   | 50,973 | 21,428 | 32,508 | -0.6%    | 52,9%    | 61,443       |
| 5    | Chongqing Dangdai Lifan | 486,516   | 42,856 | 23,658 | 32,434 | -5.8%    | 55,2%    | 58,680       |
| 6    | Shandong Luneng         | 371,768   | 42,035 | 14,019 | 24,785 | -18.2%   | 43,6%    | 56,808       |
| 7    | Shanghai SIPG           | 324,470   | 25,378 | 18,998 | 21,631 | -25.9%   | 38%      | 56,842       |
| 8    | Shanghai Shenhua        | 322,204   | 23,986 | 20,012 | 21,480 | +12.9%   | 64,9%    | 33,060       |
| 9    | Tianjin Quanjian        | 295,424   | 25,815 | 6,618  | 19,695 | -20.8%   | 65,6%    | 30,000       |
| 10   | Changchun Yatai         | 282,286   | 27,682 | 10,127 | 18,819 | +14,2%   | 48,8%    | 38,500       |
| 11   | Tianjin Teda            | 277,304   | 31,607 | 10,056 | 18,487 | +27.2%   | 33,7%    | 54,696       |
| 12   | Henan Jianye            | 276,035   | 21,899 | 13,966 | 18,402 | -2.8%    | 61,6%    | 29,860       |
| 13   | Guizhou Hengfeng        | 250,551   | 28,573 | 9,117  | 16,703 | -20.8%   | 32,3%    | 51,636       |
| 14   | Hebei China Fortune     | 240,429   | 25,866 | 10,113 | 16,029 | -11.2%   | 53,3%    | 30,040       |
| 15   | Beijing Renhe           | 188,004   | 27,289 | 5,651  | 12,534 | +93% †   | 40,3%    | 31,043       |
| 16   | Guangzhou R&F           | 154,820   | 12,996 | 7,311  | 10,321 | +4.2%    | 57,3%    | 18,000       |
|      | Total                   | 5,785,776 | 56,544 | 5,651  | 24,107 | +1.4%    | 51,6%    | 736.269      |

† Variação de acordo com o público da Segunda Divisão do ano anterior
Fonte: www.csl-china.com

## Ligações Externas
- Superliga Chinesa no Soccerway
- Chinese Super League table at FIFA
- Site Oficial (chinês)